# Quartet de corda núm. 14 (Weinberg)
El Quartet de corda núm. 14, op. 122, fou compost per Mieczysław Weinberg el 1978. El va dedicar al compositor Iuri Levitin.
No es va estrenar fins al 26 de gener de 2007 al Cosmo Rodewald Hall de la Universitat de Manchester interpretat pel Quartet Danel.
Articulat en cinc moviments que se succeeixen sense interrupció, aquest quartet desplega un univers sonor tens i fragmentari, dominat per dissonàncies incisives, patrons obstinats (ostinati), brusques interrupcions i temes en conflicte que mai arriben a una conciliació plena. Aquesta arquitectura trencada i inquieta anuncia el món expressiu que Weinberg desenvoluparà més endavant en el seu Quinzè Quartet.
Els cinc moviments s'interpreten sense pausa. Cadascun d'ells, en lloc d'una descripció de tempo, està indicat simplement amb un marcatge de metrònom. Tot i que s'escapa alguna vivacitat, tots ells deixen una gran impressió de tristesa. És conscientment un lament per Xostakóvitx, el famós motiu DSCH del qual apareix més d’una vegada al moviment final. L'escriptura reduïda de dues i tres parts recorda la manera de fer de Xostakóvitx amb el quartet. En aquest període després de la mort de Xostakóvitx, és com si Weinberg entrés en un diàleg privat amb l'enigmàtic món dels darrers quartets del seu mentor. Però aquest quartet no és un pastitx, sinó que té la veu d'una ment independent. Al mateix temps, amplia el seu recurs de textures i gestos, prenent Bartók i la nova escola polonesa com a models.